# Lee Si-yeon
Lee Si-yeon (Daejeon, 24 de julio de 1980 ) es una actriz y modelo de Corea del Sur. En el año 1999, Lee participó en el concurso Anti-Miss Corea.  En noviembre de 2007, Lee se sometió a una cirugía de afirmación de sexo  y cambió su nombre de pila a Si-yeon. Lee es sobrina del cantante, guitarrista y autor Seo Jae-hyuk, miembro de la banda de rock surcoreana Boohwal.

## Biografía
Lee debutó como modelo con su nombre de nacimiento, haciéndose conocida por usar ropa de mujer en la pasarela, pero finalmente decidió seguir una carrera actoral. Apareció en las películas My Boss, My Hero (2001) y Sex Is Zero (2002), brindando un alivio cómico en papeles masculinos afeminados, pero se sintió presionada a cortarse el cabello y desarrollar músculos. Lee recordó que "una vez que entré en el mundo del espectáculo, me vi obligada a vivir una vida que no me gustaba" y, cada vez más infeliz, se intentó suicidar varias veces antes de decidir hacer la transición. 
Adoptando el nombre de pila Si-yeon, Lee se sometió a una cirugía de reasignación de sexo en noviembre de 2007 y admitió haber tenido dudas sobre su sexualidad desde que estaba en la escuela secundaria. Regresó a la actuación más tarde ese año en Sex Is Zero 2, en la que su personaje de la película original ahora también era transexual.  Lee anunció públicamente su transición antes del estreno de Sex Is Zero 2, pero estaba muy preocupada por la reacción del público.  La coprotagonista Shin Yi observó que la cirugía no había cambiado mucho la imagen de Lee y afirmó que siempre había considerado a Lee Si-yeon como una "hermana pequeña". 

## Filmografía

### Películas
| Año  | Película         | Papel       |
| ---- | ---------------- | ----------- |
| 2001 | My Boss, My Hero | Shin Jin    |
| 2002 | Sex Is Zero      | Lee Dae Hak |
| 2007 | Sex Is Zero 2    | Lee Dae Hak |
| 2008 | The Devil's Game |             |

### Álbumes de estudio
- Me convertí en mujer (2010)